# Strzelcy
Strzelcy – żołnierze formacji strzelczych posługujący się ręczną bronią miotającą, głównie palną. Dla oddziałów posługujących się bronią neurobalistyczną stosuje się zazwyczaj bardziej precyzyjne określenia: łucznicy, kusznicy, procarze.

## Znaczenie ogólne
Mianem "strzelców" określane są różne formacje  o charakterze strzelczym:
Piechota:
- żołnierze piechoty polskiej wyposażeni w rusznice
- arkabuzerzy
- muszkieterzy
- janczarzy
- ashigaru – japońska piechota uzbrojona w arkabuzy w XVI w.
- strelcy, strzelcy moskiewscy (ros. cтрельцы) – piechota rosyjska w XVI-XVII w.

Kawaleria:
- łucznicy, kusznicy  w chorągwiach strzelczych w wojsku polskim XV-XVI wieku
- arkabuzerzy
- strzelcy konni

## Znaczenie szczegółowe
W ściślejszym znaczeniu nazwa "strzelcy" używana jest w stosunku do
- strzelców moskiewskich  w XVI-XVII w.
- oddziałów lekkiej piechoty (XVII-XIX w.) rekrutowanych spośród ludności na co dzień obeznanej z bronią palną (myśliwi, leśnicy). Z tego rodzaju strzelców pieszych wywodzili się strzelcy konni oraz strzelcy alpejscy. Aluzją do tej genezy oddziałów strzeleckich były ciemnozielone kurtki strzelców pieszych i konnych, nawiązujące do uniformów leśników, a także nazwy tych oddziałów, np. fr.: chasseurs – szaserzy, 'łowcy, myśliwi' czy niem. Jäger – 'myśliwy'. Por. jegrzy.